# Surging Aura
Surging Aura est un jeu vidéo de rôle sorti en mars 1995 sur Mega Drive. Le jeu a été développé par Japan Media Programming et édité par Sega.
il est surtout connu pour sa direction artistique et son character design que l’on doit à l’illustratrice et animatrice japonaise: Mutsumi Inomata.
Et pour utiliser le même moteur graphique que Phantasy Star IV: The End Of The Millenium.
Sorti tard dans la vie de la console, il restera une exclusivité japonaise.

## Système de jeu
Le système du jeu est original mais facile à appréhender. On assigne une action à chaque personnage, et une jauge d’action se remplit au fur et à mesure jusqu’à l’action (un peu comme de l’ATB).
On peut attaquer, se défendre, protéger le héros (seul magicien du jeu), fuir, utiliser un objet et avec le héros jeter un sort.
Lorsque l’on choisit attaque, protection ou défense, l’action va être répétée tant que l’on ne change pas d’ordre. Pour les autres (hormis la fuite), il faut redonner une action à effectuer dès que la précédente a été finie.
Le système de magie est particulier. Une fois la magie choisie, le personnage (allié ou ennemi) entame un chant d’incantation. S’il reçoit un premier coup, il stoppe son incantation quelques secondes. Un deuxième coup pris lors de cet arrêt annule l’incantation.
Technique à bien retenir pour empêcher les ennemis de faire trop de dégât, ou pour protéger le héros lorsque la magie est vitale au déroulement du combat.
À noter que les ennemis se répartissent sur deux plans, et seuls du devant peuvent être touchés. Ceux du fond passent devant une fois la première ligne abattue.
Les épées et les boucliers sont soit à une main, soit à deux mains, il faut bien faire attention en changeant.
Les magies sont réparties en six éléments, qui comportent chacun six magies (36 en tout, donc). On les achète ou on les récupère, selon les cas.